# Jan Wilim
Jan Wilim (ur. 9 grudnia 1943) – polski piłkarz, pomocnik.

## Życiorys
Był długoletnim piłkarzem Szombierek Bytom, choć grał także w Chrobrym Głogów. W reprezentacji Polski debiutował 5 stycznia 1966 w meczu ze Anglią, ostatni raz zagrał w tym samym roku. Łącznie w biało-czerwonych barwach rozegrał 3 spotkania. 
Jego starszy brat Jerzy także wystąpił w reprezentacji Polski.